# Cordon de téléphone en spirale

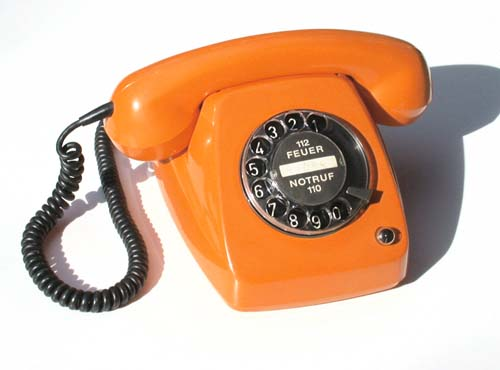
Téléphone FeTAp 615 avec cordon téléphonique spiralé.

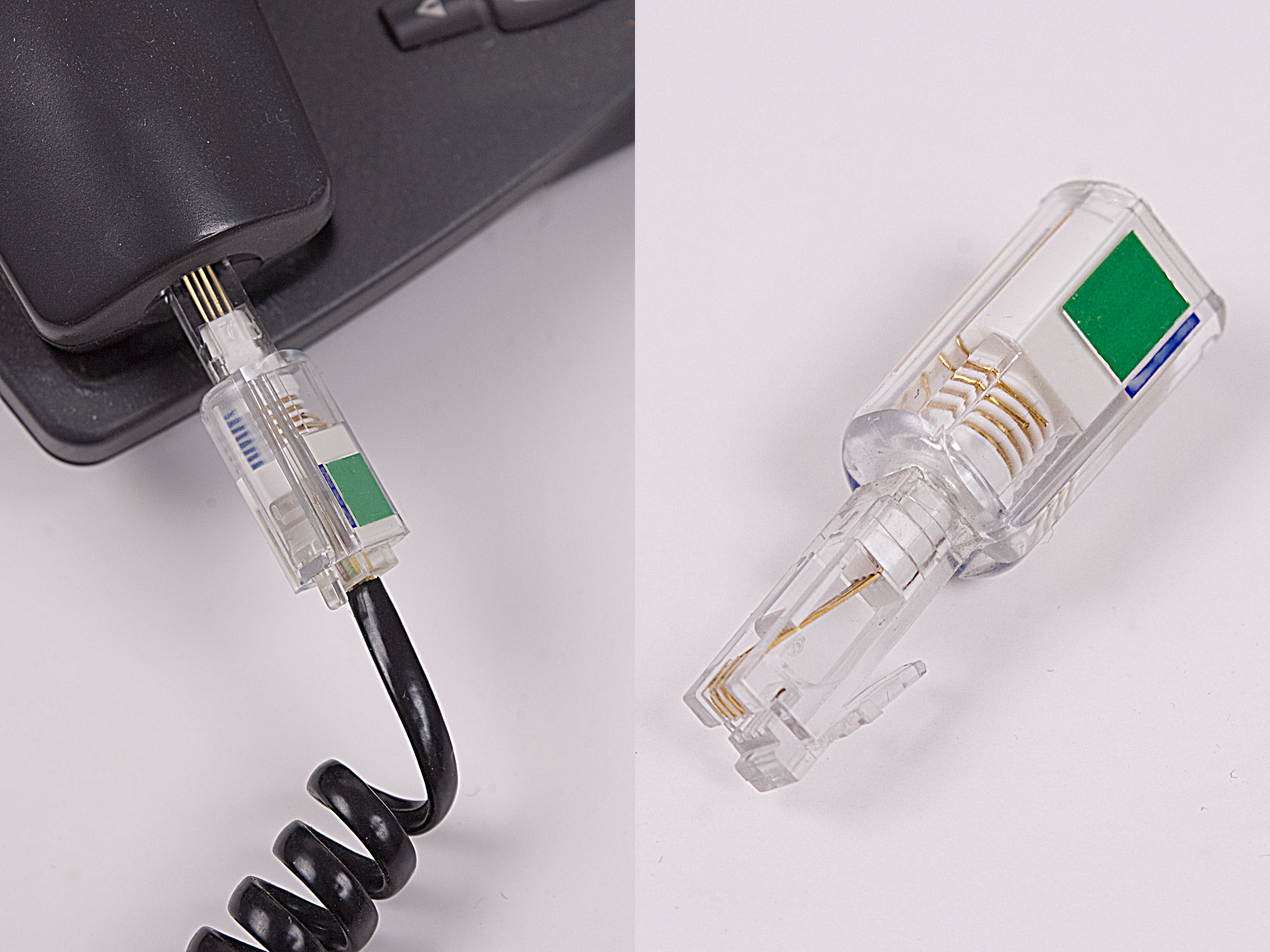
Fiches modulaires.

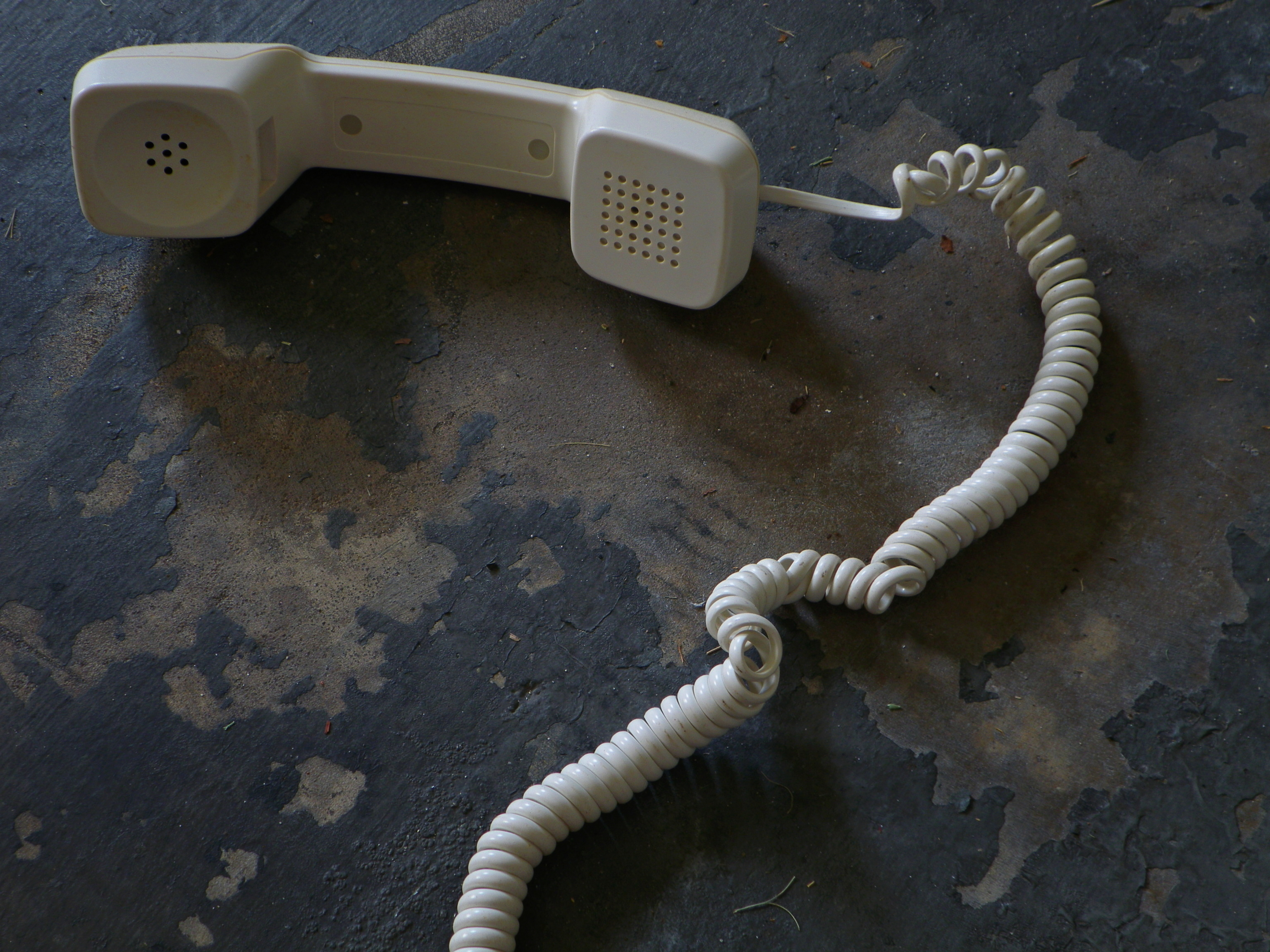
Perversion de vrille sur un cordon spiralé.

Un cordon de téléphone en spirale – ou cordon téléphonique spiralé - ou cordon étiro – est la connexion entre la base et le combiné d'un téléphone au moyen d'un câble hélicoïdal.
Au début des années 1960, cette forme a remplacé les cordons lisses. L'avantage de cette forme est que le cordon est assez court lorsqu'il est détendu, et s'alonge ensuite lorsqu'il est étiré. Ces cordons sont fabriqués en utilisant des éléments souples pour le conducteur électrique.
Avec l'augmentation du nombre de téléphones sans fil depuis les années 1990, les cordons téléphoniques en spirale deviennent moins nombreux.
Alors que le cordon était initialement fixé au combiné et à la base, jusqu'à environ 1982, l'utilisation de fiches modulaires de type 4P4C, appelé familièrement RJ-10, de chaque côté a rendu possible les remplacements.